# E. Schreiber Grafische Kunstanstalt
Die Grafischen Kunstanstalten E. Schreiber, auch E. Schreiber Grafische Kunstanstalt und zuletzt Schreiber GmbH und Co., war eine Kunstanstalt mit Druckerei und Kunstverlag in Stuttgart. In den Jahren 1912 bis 1949 hatte das Unternehmen auch eine Niederlassung als Kunstanstalt für fotomechanische Reproduktionstechnik im Täubchenweg 26 in Leipzig. Am 15. Juli 1997 wurde die Firma offiziell aus dem Handelsregister ausgetragen.

## Geschichte
Im Jahr 1883 gründete Eberhard Schreiber (1860–1934) die Kunstanstalt als „chemiegraphische und Lichtdruckanstalt E. Schreiber“. Der Firmensitz befand sich zunächst bis 1901 in Esslingen. Das Unternehmen stellte bis 1997 zahlreiche Werke mit farbigen Illustrationen her. Die Firma Eberhard Schreiber nahm am 30. September 1899 an der photographischen Ausstellung in der Gewerbehalle in Stuttgart teil. Im Neuen Tagblatt und General-Anzeiger für Stuttgart und Württemberg, Nr. 230 vom 2. Oktober 1899, wurde darüber berichtet, dass die Haupttätigkeit der Anstalt sich auf dem Gebiet der feineren Ätztechnik bewegte und sie in der Reproduktion von Farbenklischee „ganz Hervorragendes, und auch ihre Lichtdruck-Arbeiten sind von guter Technik und flotter Ausführung“ leiste. Ausgestellt wurden unter anderem eine Faksimile-Reproduktion nach einem Originalaquarell und mehrere Tonreproduktionen von Arbeiten Luděk Marolds. Gelobt wurden insbesondere die Farbwiedergabe der Aquarellreproduktion und eine Jubiläumsausgabe, die für die Textilfirma von Heinrich Otto in Nürtingen herstellt wurde. Für diese Ausstellung wurde die Firma in der Rubrik „Gruppe X (Autotypie, Strichmanier, Heliogravüre, Farbensysteme)“ mit einer goldenen Medaille ausgezeichnet.
Zu den frühen Werken, an denen die Kunstanstalt beteiligt war, gehört Theodor von Wundts Beschreibung seiner Wanderungen in den Ampezzaner Dolomiten für den Deutschen Alpenverein.
Zu Werbezwecken stellte er seine Werke, beispielsweise 1920 einige Klischees, im Bugra-Messehaus aus. Das Unternehmen betrieb 1967/1968 auch eine Zweigstelle im Albrecht-Dürer-Weg Nr. 16. Es wurde zu dieser Zeit unter dem Geschäftsführenden Gesellschafter Gerhard Pfütze als Kommanditgesellschaft geführt. Das Unternehmen arbeitete in Kooperation mit dem Verlag Solitude (Max Burk Erben).

## Verlegerfamilie
Eberhard Schreiber war ein Sohn des Esslinger Verlegers Jakob Ferdinand Schreiber (wird teilweise auch als Johann Ferdinand bezeichnet) und dessen zweiter Ehefrau Rosa Johann Wilhelmina (geborene Bechtner). Er hatte mehrere Geschwister und Halbgeschwister, darunter den Verleger Max Schreiber (1849–1930), der von 1905 bis 1907 den Verlag von Paul Neff übernahm und 30 Jahre lang Mitinhaber des Verlages J. F. Schreiber war. Den andere Anteil an dem Verlag hatte sein Halbbruder, der Kommerzienrat Ferdinand Schreiber (1835–1914), der 1868 die Esslinger Zeitung gründete und die Satirezeitschrift Meggendorfer Blätter verlegte.

## Veröffentlichungen (Auswahl)
- Bertold Pfeiffer, Otto Wanner-Brandt: Album der Erzeugnisse der ehemaligen württembergischen Manufaktur Alt-Ludwigsburg. Greiner & Pfeiffer, Stuttgart 1906 (archive.org – Lichtdrucke).
- Graf Zeppelins Fernfahrten: Schilderungen in Wort und Bild. Stuttgart 1908 (Mit einer Kurzbiografie Zeppelins durch Hugo Eckener, die Reisebeschreibungen und Originalfotografien stammen von Graf Conrad von Bassus und Hugo Hergesell).
- Hans Stöcklein: Meister des Eisenschnittes. Beiträge zur Kunst- und Waffengeschichte im 16. und 17. Jahrhundert. Paul Neff, Esslingen 1922 (Lichtdrucke).
- Lothar Brieger: Das Frauengesicht der Gegenwart. Ferdinand Enke, Stuttgart 1930 (Anhang mit 71 Bildtafeln).
- Joseph Schmidt-Görg (Hrsg.): Klaviersonate in C-Dur op. 53 (Waldsteinsonate). Nach Beethovens Handschrift zum ersten Mal originalgetreu und vollständig als Faksimile gedruckt auf Veranlassung des Besitzers H.C. Bodmer – Zürich. Verlag des Beethovenhauses, Bonn 1954 (Lichtdrucke).
- Thaddäus Troll: Die Sache mit dem Apfel. [zum 75jährigen Jubiläum der Firma E. Schreiber, Graphische Kunstanstalten, Stuttgart, im Mai 1958].
- Dagmar Weise: Beethoven – Bilder aus seinem Leben. Stuttgart 1962 (Lichtdrucke).
- Daimler-Benz Aktiengesellschaft (Hrsg.): Karl Benz und sein Lebenswerk. Dokumente und Berichte. Selbstverlag, Stuttgart-Untertürkheim 1953 (Lichtdrucke).
- Hermann Josef Dahmen: Silcher. Bilder aus seinem Leben. Verlag E. Schreiber, Stuttgart 1960 (Lichtdrucke).
- Der Stuttgarter Bilderpsalter Bibl. Fol. 23 Württembergische Landesbibliothek Stuttgart. Band 1: Facsimile-Lichtdruck, Band 2: Untersuchungen, Stuttgart 1965/1968.
- Catalogue de reproductions de peintures antérieures à 1860. Unesco Verlag Dokumentation, Paris / Berlin 1972 (einige Lichtdrucke von Gemälden).
- The facsimile edition of the Nag Hammadi Codices. 12. Bände, Brill, Leiden 1972–1984 (Lichtdrucke).